# Louis Ducos du Hauron

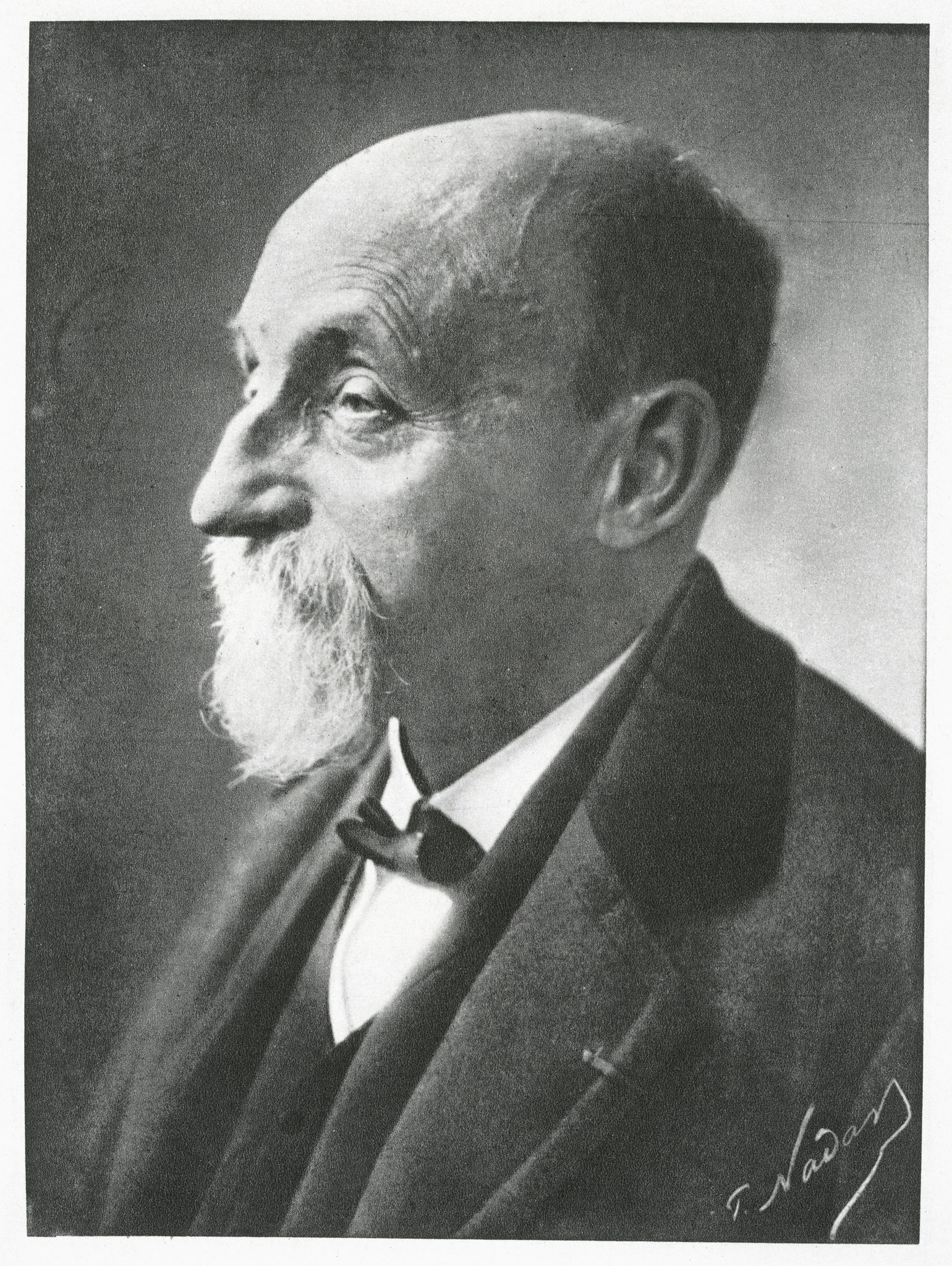
Louis Ducos du Hauron

Louis Arthur Ducos du Hauron (Langon, 8 december 1837 – Agen, 31 augustus 1920) was een Frans natuurkundige die samen met Charles Cros een der grondleggers van de kleurenfotografie (1869) is.
Du Hauron beschreef diverse procedés voor de reproductie van geluid en beeld. Hij is vooral bekend geworden als grondlegger van de trichromie, waarbij uit drie afzonderlijke zwartwitopnamen een kleurenbeeld wordt samengesteld. Ook is hij de uitvinder van anaglyfen: beelden die ruimtelijk lijken te zijn wanneer men ze door een rood-groen of rood-blauw filterbrilletje bekijkt. Hij legde ook een patent neer voor een van de eerste procedés van geanimeerde beelden.

## Een der eerste kleurenfoto's

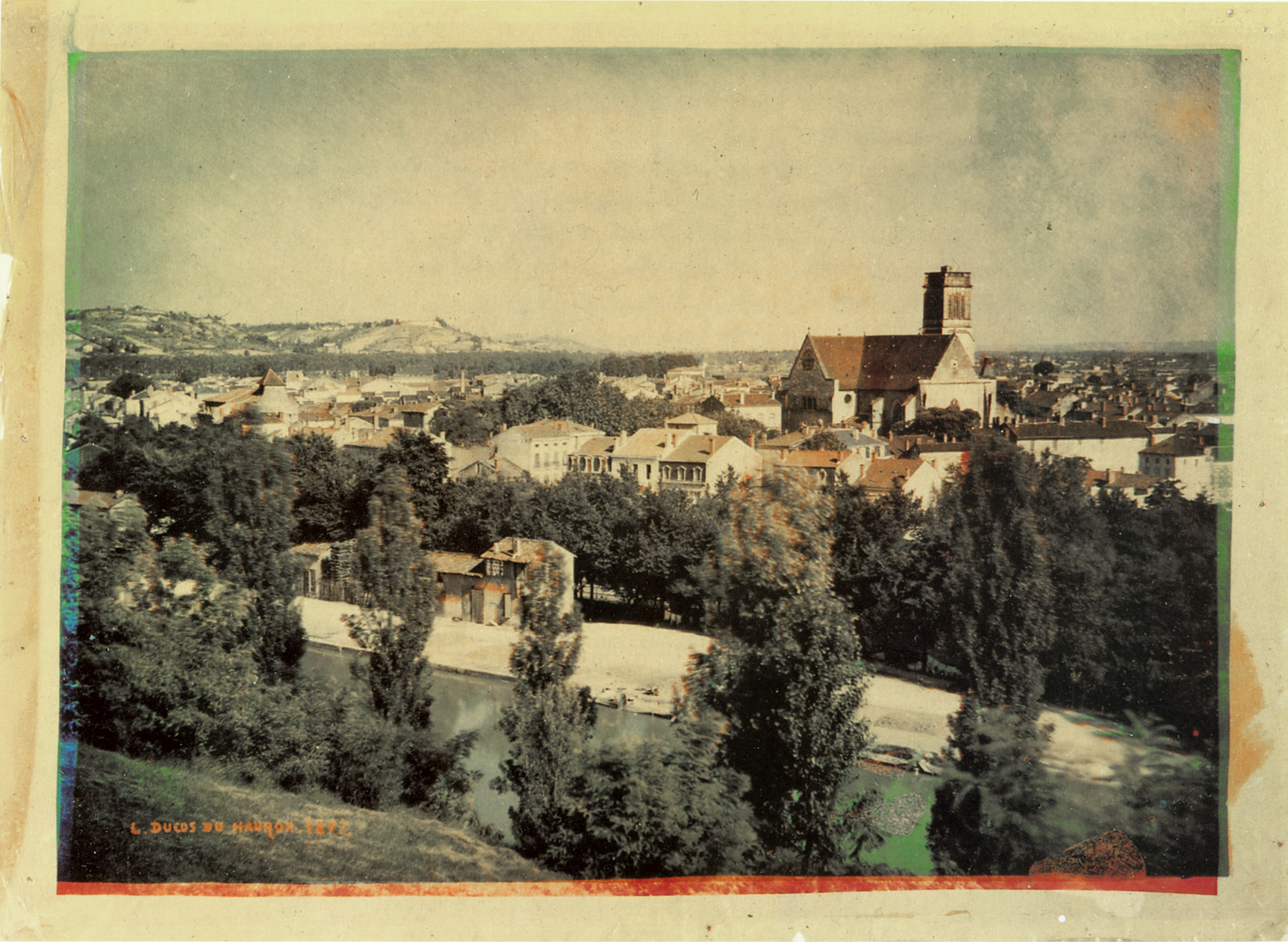
Foto van Agen, genomen in 1877 door Louis Ducos du Hauron